# 코로슈카 통계 지방

코로슈카 통계 지방의 위치

코로슈카 통계 지방(슬로베니아어: Koroška statistična regija)은 슬로베니아 북부에 위치한 통계 지방으로 최대 도시는 슬로벤그라데츠이며 면적은 1,041km2, 인구는 71,218명(2015년 기준), 인구 밀도는 68명/km2이다.
오스트리아와 국경을 접하며 12개 지방 자치체가 이 지방에 속한다. 지방의 경제는 서비스업이 46.6%, 공업이 49.6%, 농업이 3.8%를 차지한다.

## 지방 자치체
- 치르나나코로슈켐
- 드라보그라드
- 메지차
- 미슬리냐
- 무타
- 포드벨카
- 프레발레
- 라들레오브드라비
- 라브네나코로슈켐
- 리브니차나포호류
- 슬로벤그라데츠
- 부제니차